# Rudolf Carnap

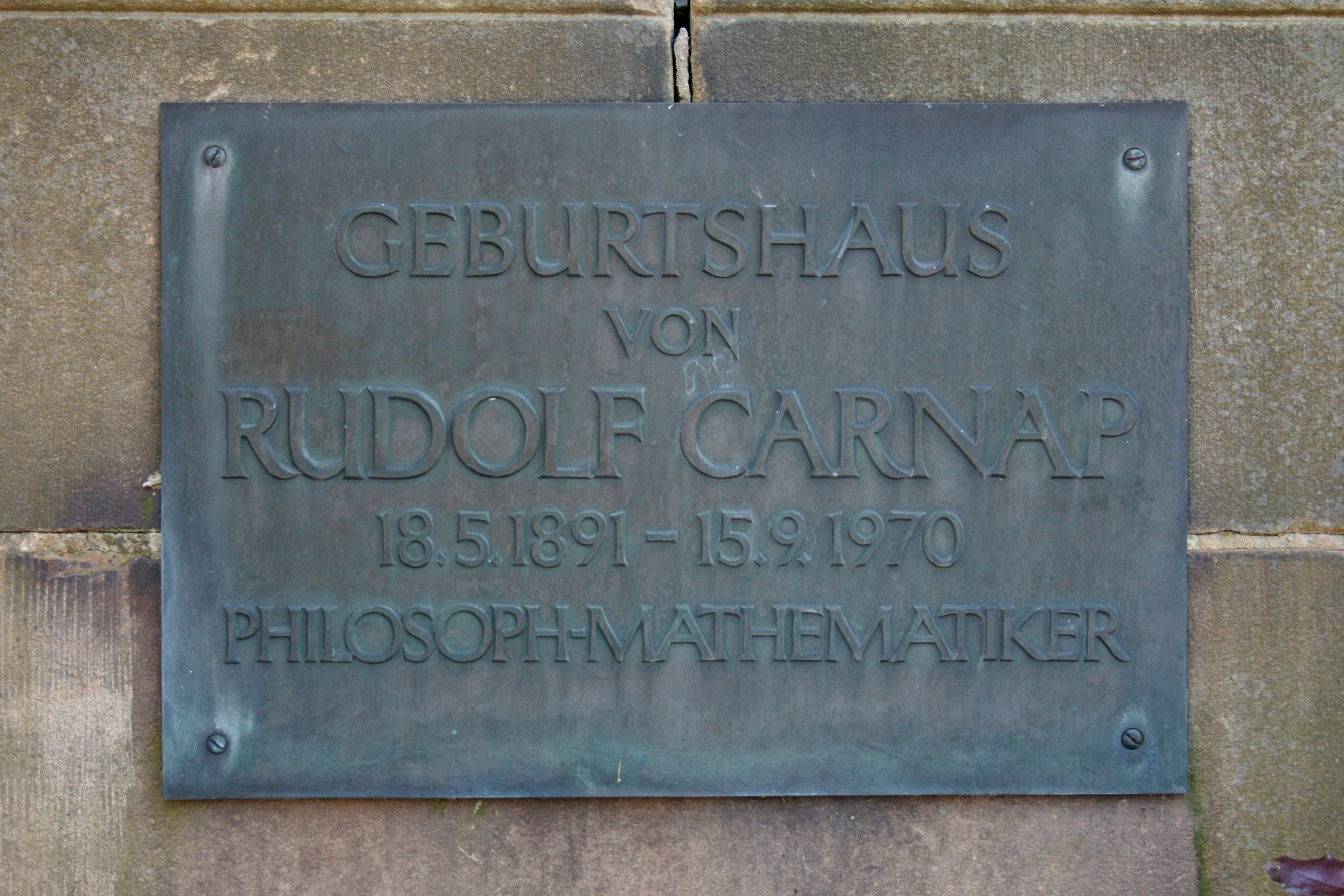
Placa a la casa natal de Rudolf Carnap, a Wuppertal

Rudolf Carnap   (Ronsdorf, 18 de maig de 1891 - Santa Monica, 14 de setembre de 1970) va ser un influent filòsof nascut a Alemanya que va desenvolupar la seva activitat acadèmica a Europa fins al 1935 i, a partir d'aquesta data, als Estats Units, ja que va fugir dels nazis, a causa de les seves idees polítiques. Va ser un dels membres més destacats del cercle de Viena, i fou un destacat defensor del positivisme lògic, juntament amb Ernest Nagel.

## Biografia
Fill d'un comerciant enriquit que es va dedicar a la reforma educativa, Carnap va iniciar els estudis de física i matemàtiques a la Universitat de Jena. A partir de la seva recerca sobre l'espai i el temps, va començar a interessar-se per la filosofia, en què va acabar estudiant lògica, camp en què acabaria destacant amb obres com La sintaxi lògica del llenguatge.

## Pensament
La filosofia ha de tenir com a objectiu determinar què és ciència i què no és ciència a partir d'una anàlisi lògica del llenguatge que es fa servir en una determinada disciplina. Aquesta anàlisi permetrà, a més a més, analitzar la veritat o falsedat d'un enunciat científic. Carnap rebutja, doncs, la metafísica, que no pot reduir-se a termes de veritat, perquè és impossible comprovar l'adequació dels seus judicis a la realitat.